# Abendmahlsprobe
Die Abendmahlsprobe (lat. examen per eucharistiam; purgatio per corpus et sanguinem Domini nostri Jesu Christi) gehörte im frühen Mittelalter zu den Gottesurteilen (Ordalien). Sie wurde besonders bei Geistlichen und Mönchen angewandt und beruhte auf dem Glauben, dass für einen Verbrecher der Genuss des Abendmahls schädlich sei. Man war der Ansicht, dass ein Verbrecher im Bewusstsein seiner Schuld bei Verzehr der Hostie sofort sterben müsste, mindestens aber körperliche Leiden zu ertragen habe. Konnte die Hostie jedoch ohne Folgen  geschluckt werden, war die Abendmahlsprobe bestanden.
Die Abendmahlsprobe wurde im 8. Jahrhundert in das weltliche und geistliche Strafprozessverfahren eingeführt. Seit Ende des 13. Jahrhunderts wurde die Abendmahlsprobe in ganz Europa nicht mehr eingesetzt, lediglich in Spanien hielt sie sich länger.
Angewendet wurde die Abendmahlsprobe unter anderem beim Mainzer Erzbischof Friedrich, bei Gregor von Tours oder bei Lothar II.